# کاسالپوسترلنگو
کاسالپوسترلنگو (به ایتالیایی: Casalpusterlengo) یک کومونه در ایتالیا است که در استان لودی واقع شده‌است.

## خصوصیات
کاسالپوسترلنگو ۲۵٫۶ کیلومترمربع مساحت و ۱۴٬۹۵۳ نفر جمعیت دارد و ۶۰ متر بالاتر از سطح دریا واقع شده‌است.